# Piotr Jurczak
Piotr Jurczak (ur. 1 czerwca 1896 w Szymbarku, zm. 1940 w Twerze) – komisarz Policji Państwowej, jedna z ofiar zbrodni katyńskiej.

## Życiorys
Syn Józefa i Karoliny z domu Tomasik. Od 6 kwietnia 1915 roku w Armii Austro-Węgier, od listopada 1918 roku do 30 czerwca 1923 roku ochotniczo w Wojsku Polskim, uczestnik wojny polsko-bolszewickiej, porucznik rezerwy. Od 1 lipca 1923 roku w Policji Państwowej. Początkowo służył w województwie białostockim, a w latach 1931–1936 w policji m.st. Warszawy, m.in. jako p.o. Komendanta Rezerwy Pieszej Policji Państwowej. Od 1936 roku do września 1939 roku Komendant Powiatowy Policji w Myślenicach.
Po agresji ZSRR na Polskę w 1939 roku znalazł się w niewoli radzieckiej w specjalnym obozie NKWD w Ostaszkowie. Zamordowany przez NKWD wiosną 1940 roku jako jedna z ofiar zbrodni katyńskiej. Pochowany w Miednoje.

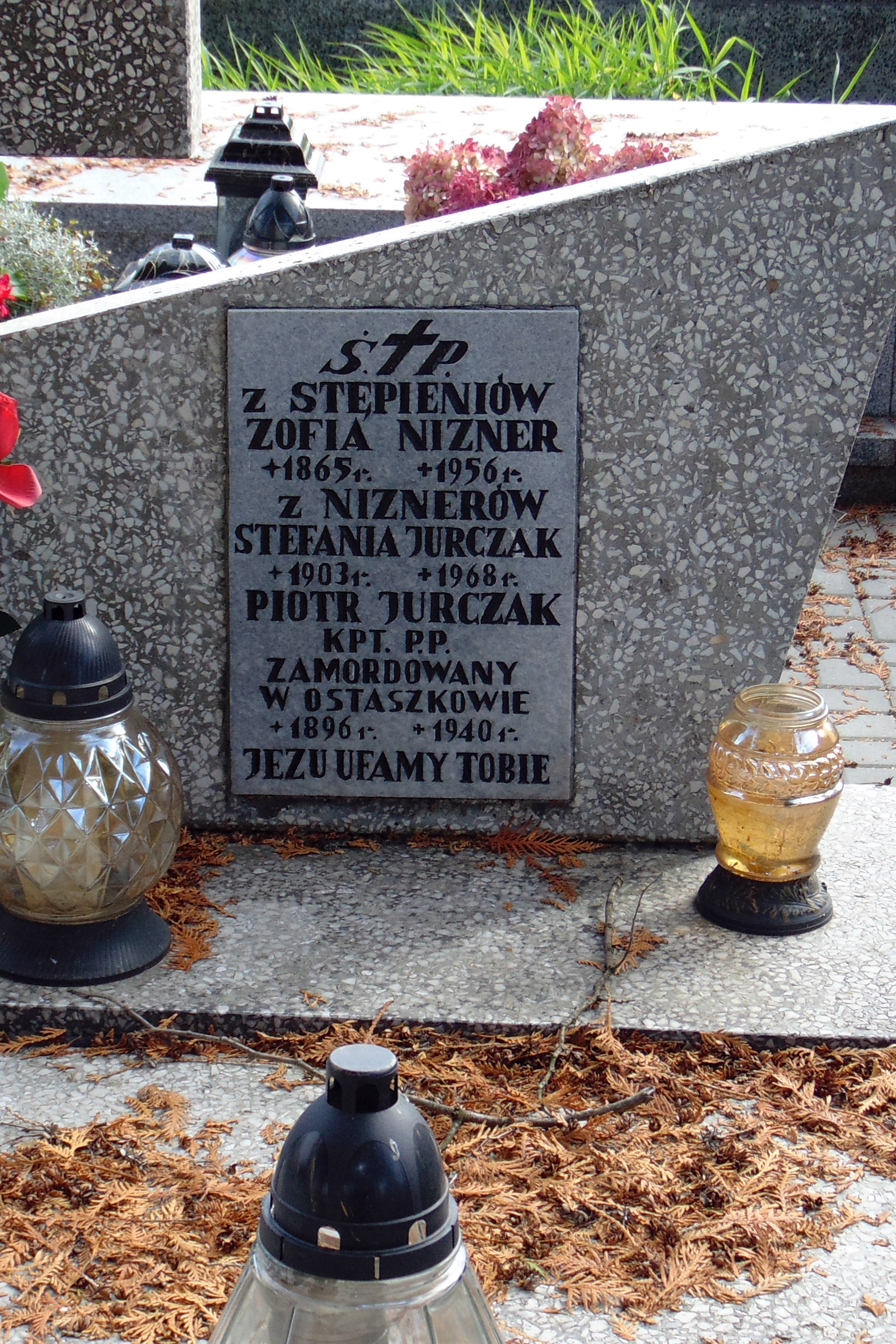
Symboliczny grób Piotra Jurczaka na cmentarzu w Gorlicach

Jego córką była Hanna Gucwińska.

## Awans pośmiertny i upamiętnienie
4 października 2007 roku Piotr Jurczak został pośmiertnie awansowany na stopień nadkomisarza Policji Państwowej.
10 listopada 1998 r. na budynku komendy powiatowej policji w Myślenicach, której Piotr Jurczak był komendantem, odsłonięto tablicę ku jego czci autorstwa prof. Wojciecha Firka.
23 marca 2010 roku w ogrodzie internatu Zespołu Szkół Nr 1 im. Ignacego Łukasiewicza w Gorlicach przy ul. Wyszyńskiego 16 posadzono Dąb Pamięci poświęcony Piotrowi Jurczakowi.
Na cmentarzu parafialnym w Gorlicach znajduje się symboliczny grób Piotra Jurczaka. W Gorlicach przy ul. Marcina Kromera 3 znajduje się dom wybudowany przez Piotra Jurczaka.

## Odznaczenia
- Krzyż Walecznych (1921)[6]
- Srebrny Krzyż Zasługi
- Krzyż na Śląskiej Wstędze Waleczności i Zasługi I Klasy
- Medal Pamiątkowy za Wojnę 1918–1921
- Medal Dziesięciolecia Odzyskanej Niepodległości
- Krzyż Srebrny Orderu Wojskowego Virtuti Militari – 11 listopada 1976 (pośmiertnie)[7]
- Krzyż Kampanii Wrześniowej 1939 r. – 1 stycznia 1986 (pośmiertnie)[8]